# XFL 2
XFL 2 fue el segundo evento de artes marciales mixtas (MMA) producido por Xtreme Fighters Latino (XFL). Tuvo lugar el 17 de septiembre de 2009 desde el José Cuervo Salón en la Ciudad de México.

## Historia
Después del gran éxito que Xtreme Fighters Latino tuvo en su primer show, se llevaron a cabo las eliminatorias de los cuartos de final para sacar a los primeros campeones en las categorías de peso ligero y peso pesado de la Temporada 2009. Este evento contó con 11 combates.

## Resultados
- Torneo Peso Ligero 1ª Ronda:  Edgar García vs.  Luis Coca

Edgar García derrotó a Luis Coca por Nocaut Técnico (Golpes) a los 1:54 del Round 1.
- Torneo Peso Ligero 1ª Ronda:  Carlos López vs.  Rodolfo Rubio

Rodolfo Rubio derrotó a Carlos López por Nocaut Técnico (Golpes) a los 1:42 del Round 1.
- Torneo Peso Ligero 1ª Ronda:  Alfredo Díaz vs.  Víctor Cruz

Víctor Cruz derrotó a Alfredo Díaz por Sumisión (Rear Naked Choke) a los 2:40 del Round 1.
- Torneo Peso Ligero 1ª Ronda:  Israel Girón vs.  Joel Marrero

Israel Girón derrotó a Joel Marrero por Nocaut Técnico (Golpes) a los 1:42 del Round 1.
- Combate Peso Ligero:  Dante López vs.  Emiliano Vatti

Emiliano Vatti derrotó a Dante López por Sumisión (Heel Hook) a los 2:38 del Round 1.
- Combate Peso Ligero:  Carlomar Cruz vs.  Vicente Salinas

Vicente Salinas derrotó a Carlomar Cruz por Sumisión (Guillotine Choke) a los 1:36 del Round 1.
- Combate Peso Wélter:  Leandro Gullespe vs.  Rubén Barboza

Rubén Barboza derrotó a Leandro Gullespe por Nocaut Técnico (Golpes) a los 2:53 del Round 1.
- Torneo Peso Pesado 1ª Ronda:  Luis Adan vs.  Omar Huerta

Omar Huerta derrotó a Luis Adan por Decisión Dividida a los 5:00 del Round 3.
- Torneo Peso Pesado 1ª Ronda:  Andy González vs.  Antonio Pardo

Omar Huerta derrotó a Luis Adan por Decisión Unánime a los 5:00 del Round 3.
- Torneo Peso Pesado 1ª Ronda:  Rockett vs.  Rogelio Martínez

Rogelio Martínez derrotó a Rockett por Sumisión (Guillotine Choke) a los 0:19 del Round 1.
- Torneo Peso Pesado 1ª Ronda:  Efraín Sánchez vs.  Fabián Hernández

Fabián Hernández derrotó a Efraín Sánchez por Nocaut Técnico (Golpes) a los 2:49 del Round 1.